# Tushum

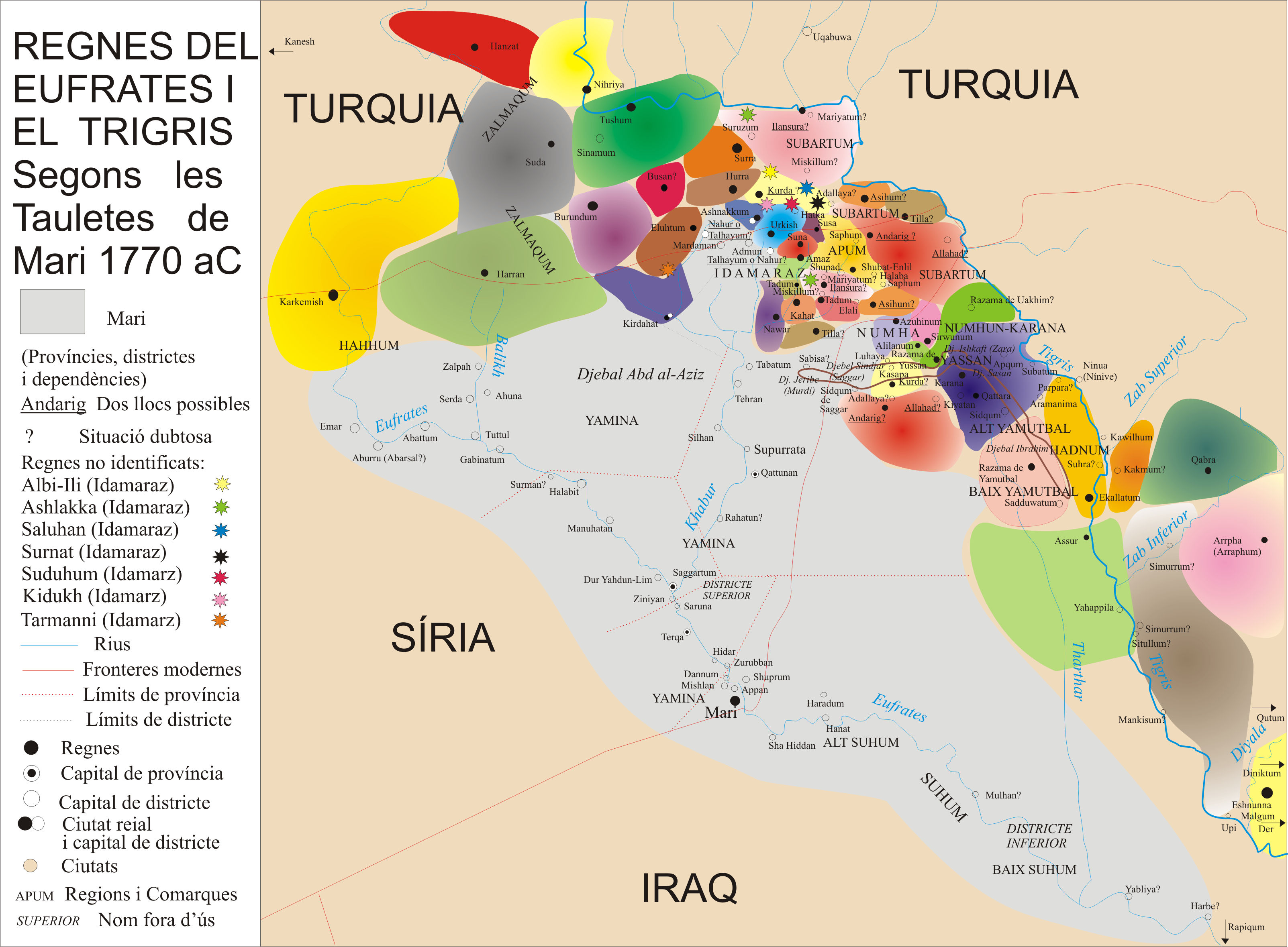
Mapa

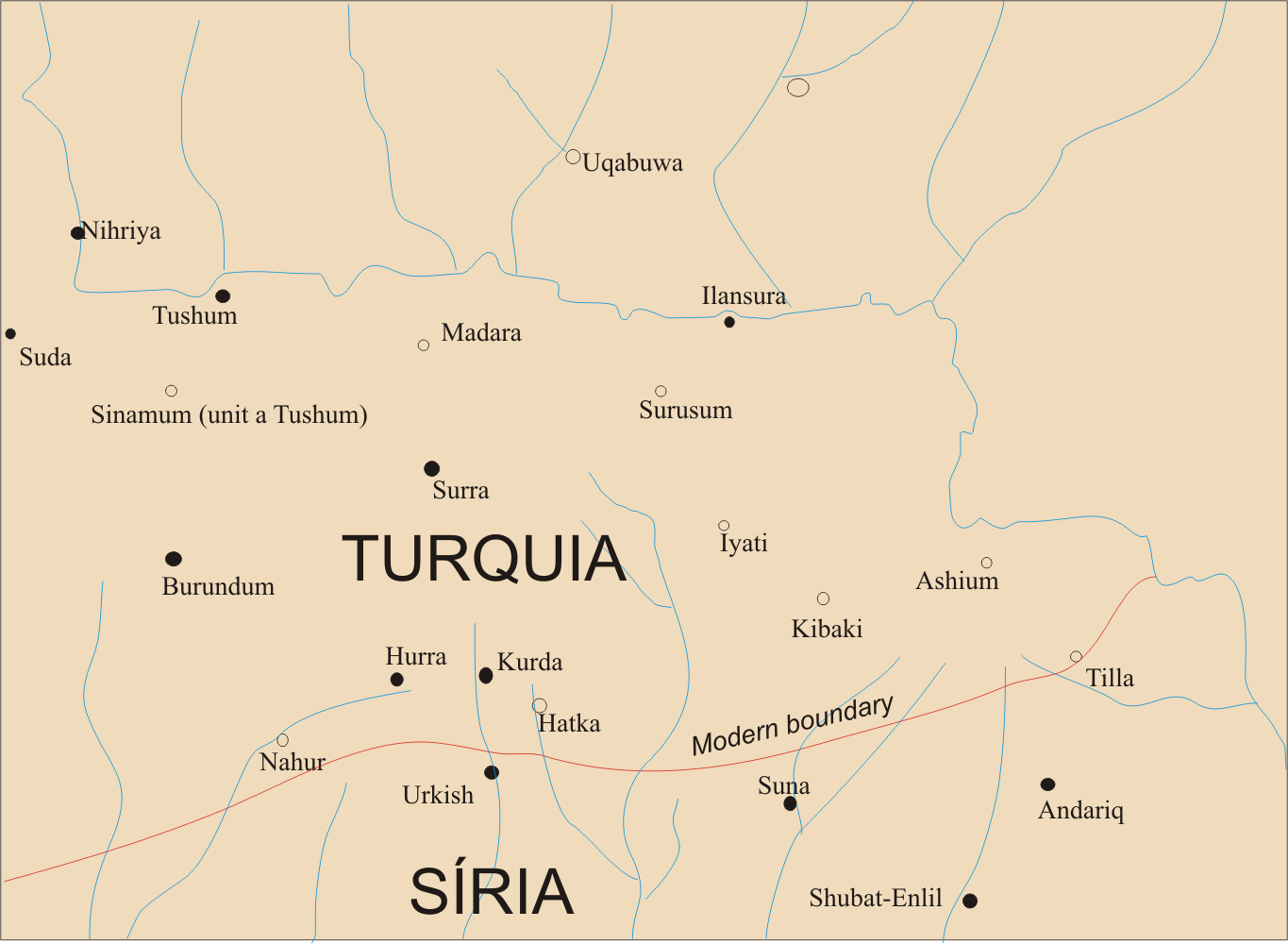
La zona de l'alt Tigris en temps de Zimri-Lim de Mari

Tushan o Tushum fou una ciutat estat i regne que existia al segle xviii aC a la zona del Tigris superior a uns 28 km a l'est-sud-est de la moderna Diyarbekir, i a similar distància de l'antiga Nihriya, capital del regne del mateix nom.
En temps de Zimri-Lim de Mari formava un estat que incloïa la ciutat de Sinamum, situada uns 20 km al sud. El seu territori limitava al sud amb el de la ciutat de Burumdum, situada a mig camí entre Nahur i Nihriya, que sembla independent però de la que no s'esmenta cap rei.